# Ivan IV (Bizet)
 Ivan IV ist eine Grand opéra in fünf Akten des französischen Komponisten Georges Bizet. Das Libretto stammt von Francois-Hippolyte Leroy und Henri Trianon. Sie entstand in den Jahren 1864/1865. Die Uraufführung fand am 12. Oktober 1951 im Grand Théâtre de Bordeaux, über 75 Jahre nach dem Tod des Komponisten, in einer vieraktigen Bearbeitung von Henri Büsser statt.

## Handlung
Den historischen Hintergrund bildet die zweite Ehe des Zaren Iwan IV. von Russland mit Marija Temrjukowna (ca. 1544–1569). Die eigentliche Handlung ist fiktiv.

### Erster Akt
Frauen schöpfen Wasser aus einer Quelle, als plötzlich zwei Fremde auftauchen, die sich verlaufen haben. Sie bitten die Frauen um Hilfe, und Marie, die Tochter von Temrouk, dem Regenten der Tscherkessen, gibt die benötigte Auskunft. Eine der beiden Fremden ist der verkleidete Zar Ivan IV. Nach der ihnen erteilten Auskunft machen sich die Fremden wieder auf den Weg. Dann greifen russische Soldaten die Tscherkessen an und rauben Marie. Temrouk schwört Rache, und per Losentscheid wird ein Mann bestimmt, der Marie befreien und die Angreifer töten soll. Das Los fällt auf Igor, den Sohn des Regenten und Bruder Maries.

### Zweiter Akt
Im Kreml feiern die Bojaren den Sieg Ivans IV. gegen die Tataren. Besonders gelobt wird Yorloff, der eine Verschwörung aufgedeckt hat. Gleichzeitig werden Gefangene erbarmungslos hingerichtet. Der Zar wünscht sich neu zu vermählen. Zu diesem Zwecke werden einige Frauen in den Saal gebracht. Unter diesen will Ivan seine zukünftige Zarin wählen. Yorloff hofft, dass die Wahl auf seine Tochter fallen möge. Ivans Wahl fällt aber auf Marie, jene einstmals von den Tscherkessen geraubte Prinzessin. Marie lehnt eine Verbindung mit dem Zaren ab und stellt sich unter den Schutz von dessen Schwester Olga, einer Ordensdame.

### Dritter Akt
Ivan hat seine Wünsche bezüglich seiner Heirat mit Marie durchgesetzt, und im Kreml beginnen die Hochzeitsvorbereitungen. Dann treffen auch Igor und Temrouk aus Tscherkessien ein. Die verfolgen nach wie vor ihre Rachepläne wegen der gewaltsamen Entführung von Marie. Ihr Zorn richtet sich nun gegen Ivan persönlich, da dieser offensichtlich Marie zu heiraten gedenkt. Yorloff, der seinerseits noch immer beleidigt ist, weil der Zar seine Tochter ausgeschlagen hat, belauscht ein Gespräch zwischen Temrouk und Igor und erfährt von deren Absichten. Er nutzt die Gelegenheit und schließt sich den beiden an. Die Gruppe beschließt Ivans Ermordung noch in der folgenden Nacht.

### Vierter Akt
Marie hat sich inzwischen doch noch in den Zaren verliebt. Sie ist zunächst erfreut, ihre Verwandten zu treffen. Dann aber lehnt sie deren Ansinnen, sie solle den Zaren ermorden, strikt ab. Die beiden erkennen, dass Marie aus freien Stücken beim Zaren bleiben will, und geben ihre Rachepläne auf. Yorloff aber verfolgt weiterhin seine finsteren Absichten gegenüber Ivan. Zu diesem Zweck begibt er sich selbst zum Herrscher und erzählt ihm von der Verschwörung der Tscherkessen zwecks seiner (des Zaren) Ermordung. Natürlich verschweigt er seine eigene Beteiligung an diesem Komplott. Dafür stellt er Marie, die mit der Sache ja nichts zu tun hatte, als Mitverschwörerin dar. Der Zar ist betroffen von Yorloffs Erzählung und glaubt an Maries Verrat. Als dann noch ein Offizier einen feindlichen Angriff auf den Kreml und den Ausbruch eines Feuers dortselbst vermeldet, bricht er zusammen und fällt ins Koma. Die Höflinge beten für seine Genesung.

### Fünfter Akt
Inzwischen hat Yorloff die Macht an sich gerissen. Ivan wurde für wahnsinnig erklärt und festgenommen. Im Kerker kommt er wieder zu sich und erkennt die Wahrheit. Damit weiß er, dass Marie keine Verräterin und Yorloff sein eigentlicher Feind ist. Es stellt sich auch heraus, dass sich Temrouk mit Yorloff gegen den Zaren verbündet hat und für den Angriff und den Brand im Kreml verantwortlich war. Marie selbst und ihr Bruder Igor wurden ebenfalls von Yorloff eingekerkert und sollen bald hingerichtet werden. Dem Zaren gelingt die Flucht aus dem Kerker. Er findet schnell Verbündete. Es gelingt ihm, Yorloff zu verhaften, ehe dieser den Hinrichtungsbefehl für Marie und Igor geben kann. Yorloff wird nun seinerseits hingerichtet. Temrouk wird wegen seines Angriffs vom Zaren begnadigt, und Zar und Zarin finden ihr gemeinsames Eheglück.

## Gestaltung

### Orchester
Die Orchesterbesetzung der Oper enthält die folgenden Instrumente:
- Holzbläser: zwei Piccoloflöten, zwei Flöten, Englischhorn, zwei Klarinetten, zwei Fagotte
- Blechbläser: vier Hörner, zwei Trompeten, drei Posaunen
- Pauken, Schlagzeug: Triangel, Tamburin, Becken, große Trommel
- Orgel
- Harfe
- Streicher
- Bühnenmusik: drei Hörner, drei Bügelhörner (Sopran, Bass, Kontrabass), zwei Trompeten, drei Posaunen, Schlagzeug (kleine Trommel, Tamtam), Glocken

Die bei der Uraufführung genutzte Bearbeitung von Henri Büsser benötigt zwei Flöten, zwei Oboen (auch Englischhorn) und Trompete sowie in der Bühnenmusik vier Hörner, zwei Bügelhörner, fünf Trompeten und Posaune.

### Musiknummern
Die Oper enthält die folgenden Musikstücke:
Erster Akt
- Nr. 1. Introduktion (Marie, der junge Bulgare, Frauenchor): „Puisons, mes sœurs“
  - Duett (Marie, der junge Bulgare, Ivan, Frauenchor): „Puisses-tu voir longtemps encore“
- Nr. 2. Szene und Ensemble (Marie, ein Tscherkesse, Temrouk, der Offizier, tscherkessische Frauen, tscherkessische Alte): „Mon père !“
- Nr. 3. Arie und Chor (tscherkessische Alte, Temrouk): „Ah ! C’en est fait“
- Nr. 4. Finale (Temrouk, Igor, tscherkessische Jäger, tscherkessische Alte): „Victoire ! victoire !“

Zweiter Akt
- Nr. 5. Szene, Chor und Rezitativ (Ivan, Yorloff, Bojaren): „Sonnez, éclatantes fanfares !“
- Nr. 6. Serenade (der junge Bulgare, Bojaren): „Ouvre ton cœur“
- Nr. 7.
  - [Version A] Rezitativ und Gesang des Kosaken (Ivan, Yorloff, Bojaren): „Eh ! c’est un chant de femmes“
  - [Version B] Rezitativ und Gesang des Kosaken (Ivan, Yorloff, Bojaren): „Eh ! c’est un chant de femmes“
  - [Version C] Rezitativ und Gesang des Kosaken (Ivan, Yorloff, Bojaren): „Eh ! c’est un chant de femmes“
- Nr. 8. Finale (Ivan, Yorloff, Sophia, Marie, der junge Bulgare, der Offizier, Olga, junge russische und tscherkessische Mädchen, Bojaren): „Boyards, j’ai fait fouiller la plaine“

Dritter Akt
- Nr. 9. Tanzchor (russisches Volk): „Sous nos pas le sol résonne“
- Nr. 10. Marsch, Szene und Chor (der Herold, Igor, Chöre): „Silence ! Le Czar avance“
- Nr. 11. Duett (Igor, Temrouk): „Et moi, j’aurai quitté mon père“
- Nr. 12. Terzett und Schlusschor (Yorloff, Igor, Temrouk, Chor in der Kulisse): „N’est-ce pas toi, jeune homme“

Vierter Akt
- Nr. 13. Chor (der junge Bulgare, Chöre in der Kulisse): „Venez, souveraine adorée“
- Nr. 14. Arie (Marie, Chöre in der Kulisse): „Il me semble parfois“
- Nr. 15. Szene und Rezitativ (Ivan, Yorloff): „Pour la fête de nuit“
- Nr. 16. Rezitativ und Cavatine (Igor, der junge Bulgare, Chor in der Kulisse): „Ma vengeance va donc être enfin satisfaite“
- Nr. 17. Duett (Marie, Igor): „Marie !“ – „Igor !“
- Nr. 18. Finale (Yorloff, Marie, Ivan, Igor, der Offizier, Chöre): „Voyez !“ – „Ah ! mon Ivan !“

Fünfter Akt, erstes Bild
- Nr. 19. Marsch und Rezitativ (eine Schildwache, der Offizier): „Qui vive ?“
- Nr. 20. Duett (Temrouk, Ivan, Männerchor in den Kulissen): „Enfin le jour succède à l’ombre“

Fünfter Akt, zweites Bild
- Nr. 21. Finale (Yorloff, Marie, Igor, Ivan, Chöre): „A mort ! à mort !“

## Werkgeschichte
Das Libretto wurde bereits im Januar 1856 Charles Gounod zur Vertonung angeboten. Dieser hat das Werk entweder 1857 oder 1858 auch vollendet, aber nie zur Aufführung gebracht. Stattdessen verwendete er Teile aus diesem Werk in anderen musikalischen Bühnenwerken. Gounods Oper Ivan IV wurde auf diese Weise ausgeschlachtet. Als eigenständiges Werk ging sie Anfang der 1860er Jahre verloren.
Georges Bizet begann möglicherweise bereits 1862 mit seiner Vertonung dieses Stoffes für eine Produktion in Baden-Baden. Von 1864 bis 1866 gab es Verhandlungen über eine Aufnahme am Théâtre-Lyrique in Paris, die jedoch erfolglos blieben. Auch die Pariser Oper zeigte kein Interesse, als Bizet ihr das Werk im Dezember 1865 anbot. Als Folge blieb Bizets Ivan IV liegen. Der Komponist widmete sich neuen Werken, wobei er hier und da Stücke aus der aufgegebenen Oper verwendete.
Das Autograph galt lange Zeit als verschollen. Nach dem Tod von Émile Straus (1929), der Bizets Witwe geheiratet hatte, tauchte aus dessen Nachlass das Manuskript der Oper auf. Es wurde der Bibliothèque nationale de France übergeben. Bizet hatte die Komposition abgesehen von Teilen der Orchestrierung des fünften Akts vollendet. 1943 gab es eine provisorische Aufführung vor kleinem Publikum im Théâtre des Capucines in Paris, bei der möglicherweise nur Auszüge gespielt wurden. Anschließend war eine Produktion in Dresden unter dem Titel König Turpin geplant, die aber durch den Zweiten Weltkrieg verhindert wurde. Am 13. September 1946 wurden Auszüge von zwei Sängern mit Klavierbegleitung im Schloss Hohenmühringen bei Tübingen vorgestellt. Für die Druckausgabe des Musikverlags Choudens erstellte schließlich der Komponist Henri Büsser eine Neufassung nach seinen eigenen Vorstellungen, die am 12. Oktober 1951 im Grand Théâtre in Bordeaux uraufgeführt wurde. Dabei fasste die ersten beiden Akte zusammen, kürzte einige Stellen und ergänzte das Werk um einige Episoden und Gesangsnummern sowie um die Partie der Sophia.
1952 wurde die Oper in Bern und Köln gespielt, 1955 in Liverpool und 1972 in Bristol. 1975 folgte eine konzertante Aufführung der BBC in Manchester unter der musikalischen Leitung von Bryden Thomson. Howard Williams leitete 1987 eine Aufführung der Chelsea Opera Group in London und stellte die Oper 1991 beim Montpellier Festival vor. 2002 wurde sie unter der Leitung von Michael Schønwandt am Théâtre des Champs-Élysées gezeigt. Am 24. Februar 2023 wurde die Oper am Staatstheater Meiningen zum ersten Mal mit allen fünf Akten in Deutschland aufgeführt.

## Aufnahmen
Für eine komplette Liste der Tonträgereinspielungen sei auf den unten angeführten Weblink verwiesen.
Erwähnt sei auch eine Aufnahme aus dem Jahr 1961, die 2012 beim Label Line auf CD erschien und auf eine CD-Einspielung aus dem Jahr 2002 unter der musikalischen Leitung von Michael Schønwandt (Naïve-Astrée 4940).